# Sierra Morena
La Sierra Morena és una serralada que constitueix el contrafort meridional de la Meseta Central de la península Ibèrica. Separa la Manxa, Extremadura i l'Alentejo d'Andalusia, on es troba localitzada principalment.

## Particularitats
Es va formar durant l'era terciària, fruit del moviment orogènic alpí. S'estén per 400 km del sector nord d'Andalusia, en direcció est-oest, des de la Sierra de Alcaraz fins a la frontera amb Portugal. El seu pic més alt és Bañuelo (1.320 m). La vegetació principal és l'alzina, l'alzina surera, el roure i els castanyers. La serralada també és rica en una gran varietat de minerals, com ara el coure, el plom i el carbó.
El sistema de la Sierra Morena comprèn diverses serres: la Sierra Madrona, la Sierra de Aracena, la Sierra Norte de Sevilla, la Sierra de Horanchuelos, la Sierra de Córdoba i la Sierra de Cardeña y Montoro, entre d'altres.
La Sierra Morena és creuada per diverses autopistes i vies de ferrocarril que connecten les zones industrials d'on s'extrauen els minerals a les ciutats més grans de la regió. El pas de Despeñaperros és la ruta principal que travessa les muntanyes i uneix La Manxa (Castella-La Manxa) amb Andalusia.
Aquesta serra era famosa pels seus bandolers en temps antics. La literatura espanyola va propagar la figura dels «bandolers de Sierra Morena» durant el romanticisme.

## Nom clàssic
Marianus Mons (Μαριανὸν ὄρος) fou el nom clàssic de la moderna Sierra Morena. Eren unes muntanyes a la província de la Bètica, a l'oest de l'Orospeda. Estrabó descriu unes muntanyes de les que no dona el nom, que corrien paral·leles al riu Betis i segurament es referia a les muntanyes Marianus. La part oriental s'anomenava Saltus Castulonensis.

## Música
El compositor alemany Józef Ksawery Elsner, el 1811 va compondre una òpera amb aquest nom, basada en el romanticisme de l'època.

## Vegeu també

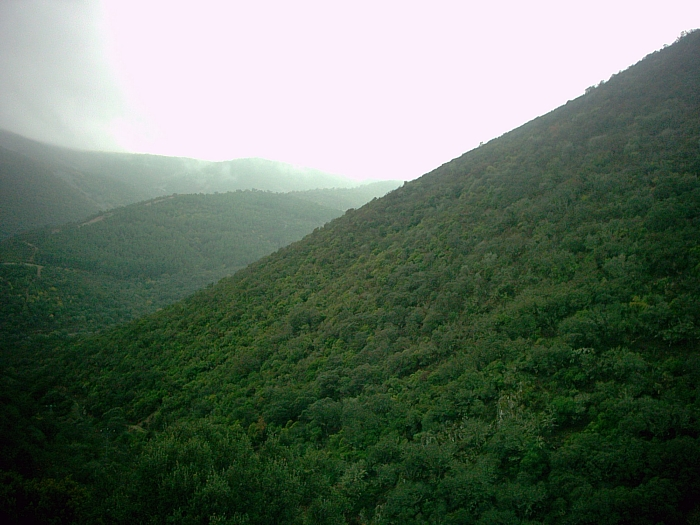
La Serra Madrona